# Loxandrus velox
Loxandrus velox är en skalbaggsart som beskrevs av Pierre François Marie Auguste Dejean. Loxandrus velox ingår i släktet Loxandrus och familjen jordlöpare. Inga underarter finns listade i Catalogue of Life.